# کارلوس آروالو
کارلوس آروالو (اسپانیایی: Carlos Arévalo‎؛ زادهٔ ۶ دسامبر ۱۹۹۳) قایقران کانو اهل اسپانیا است.
وی در مسابقات کشوری و بین‌المللی در مجموع برندهٔ ۲ مدال نقره شده‌است.